# Cryptolestes spectabilis
Cryptolestes spectabilis là một loài bọ cánh cứng trong họ Laemophloeidae. Loài này được Thomas miêu tả khoa học năm 2003.